# Коньковские пруды
Коньковские пруды — два пруда в Москве, расположенные между станциями метро Коньково (600 м северо-восточнее ст. метро Коньково) и Беляево на улице Введенского в Юго-Западном административном округе Москвы. Состоят из двух прудов: Малый (западный, верхний) и Большой (восточный, нижний). Находятся в истоках Коньковского ручья (Каменного ручья).

## Географические характеристики
Малый является верхним в каскаде коньковских прудов. Верхний (малый) пруд (примерно) имеет длину 108 метров, самое широкое место составляет 73 метра, а самое узкое — 11, береговая линия — 300 метров. Его площадь около 1,2 га. Располагается 55°63°66 °C.Ш. и 37°52°98° В.Д.
Большой Коньковский пруд является нижним в каскаде прудов. Он (примерно) имеет длину 230 метров, самое широкое место составляет 115 метров, а самое узкое — 85, береговая линия — 570 метров. Его площадь около 2 га. Располагается 55°63°54 °C.Ш. и 37°53°18° В.Д.
Питаются пруды за счёт родников, Каменного ручья, грунтовых и поверхностных вод.

## История
В середине XVIII века на плане генерального межевания в данной местности можно увидеть пять прудов. Коньковские пруды в XIX веке находились на территории усадьбы Коньково-Троицкое. Состояли из трёх каскадных прудов Коньково-Деревлево. Верхний Коньковский пруд и Малый Коньковский пруд сохранились до наших дней.
До 2005 года пруды были исторически сложившейся зелёной зоной района Деревлёво. В 2005 и 2006 оба пруда были реконструированы. Их осушили, очистили дно, поменяли воду и запустили рыбу. Благоустраивали и прилегающие территории. Берега Малого (верхнего) пруда были укреплены бревенчатыми сваями. Дорожку вокруг пруда выложили плиткой и установили лавочки. Берега Большого (нижнего) Коньково-Деревлево пруда укрепили бетонном и природными камнями средних размеров.
В 2011—2012 годах на берегу Большого (нижнего) Коньково-Деревлево пруда со стороны ГБОУ Школы № 17 был установлен детский городок. В 2013—2014 годах обновили детские площадки и добавили большой игровой комплекс в виде корабля.
Были сделаны новые лестничные сходы, дорожку вокруг нижнего пруда вымостили плиткой. Произвели реконструкцию сцены и зрительных мест. Между прудами появилась дополнительная зона отдыха. Установили дополнительное освещение, лавочки, висячие горшки и гранитные цветочные урны. В холодное время года цветники засыпают разноцветными опилками.
В 2020 году Верхний пруд очистили от ила, произвели углубление дна. Отремонтировали водосбросные сооружения, укрепили береговую линию, установили водоупорный слой для постоянного поддержания уровня воды, высадили камыш, сусак зонтичный, рис обыкновенный, кубышку жёлтую и другие растения. Для уток установили плавучий домик.
В сентябре 2021 года начались очистительные работы по благоустройству Нижнего Коньково-Деревлево пруда, которые планируется завершить во 2-м квартале 2022.

## Галерея

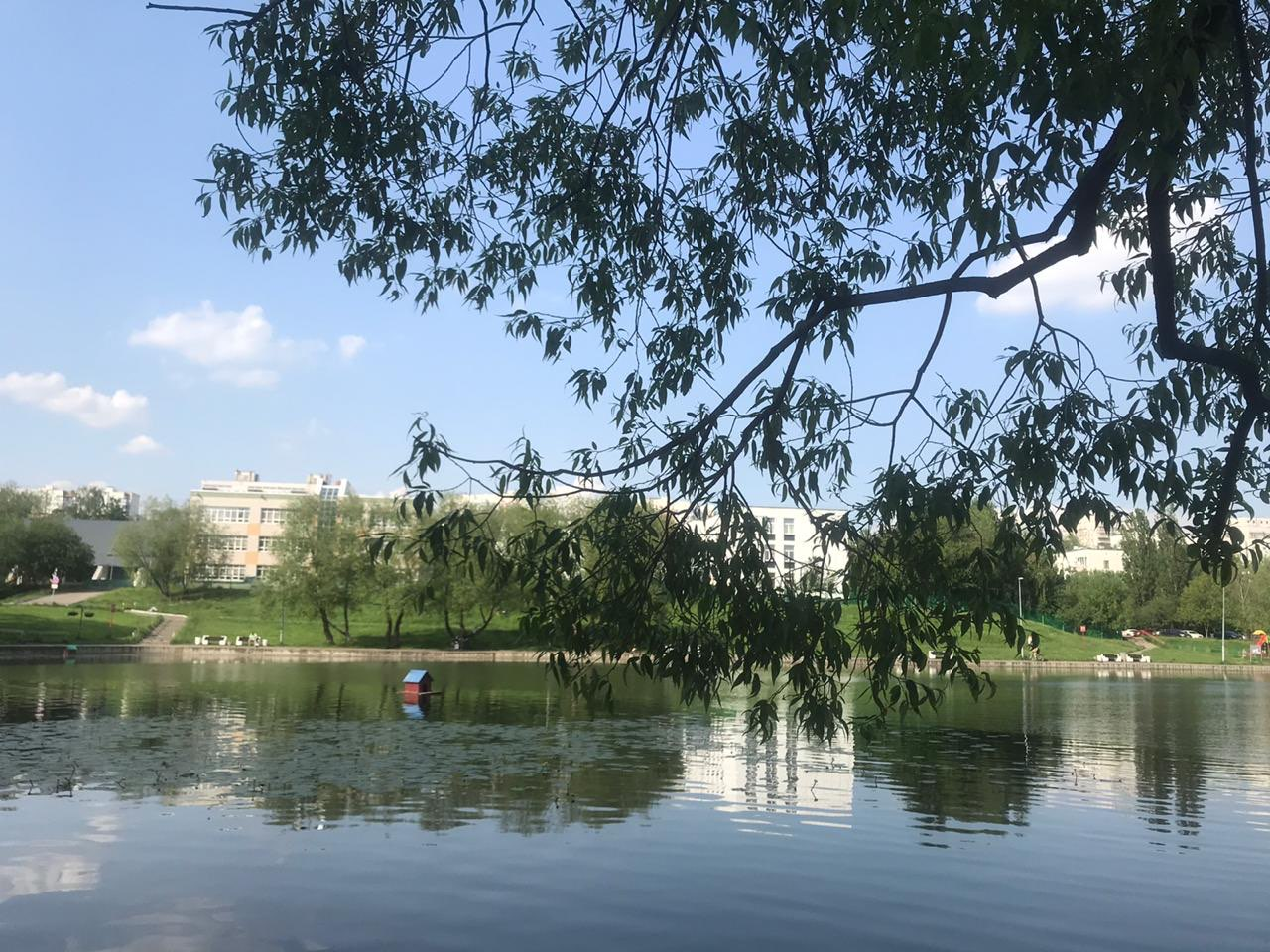
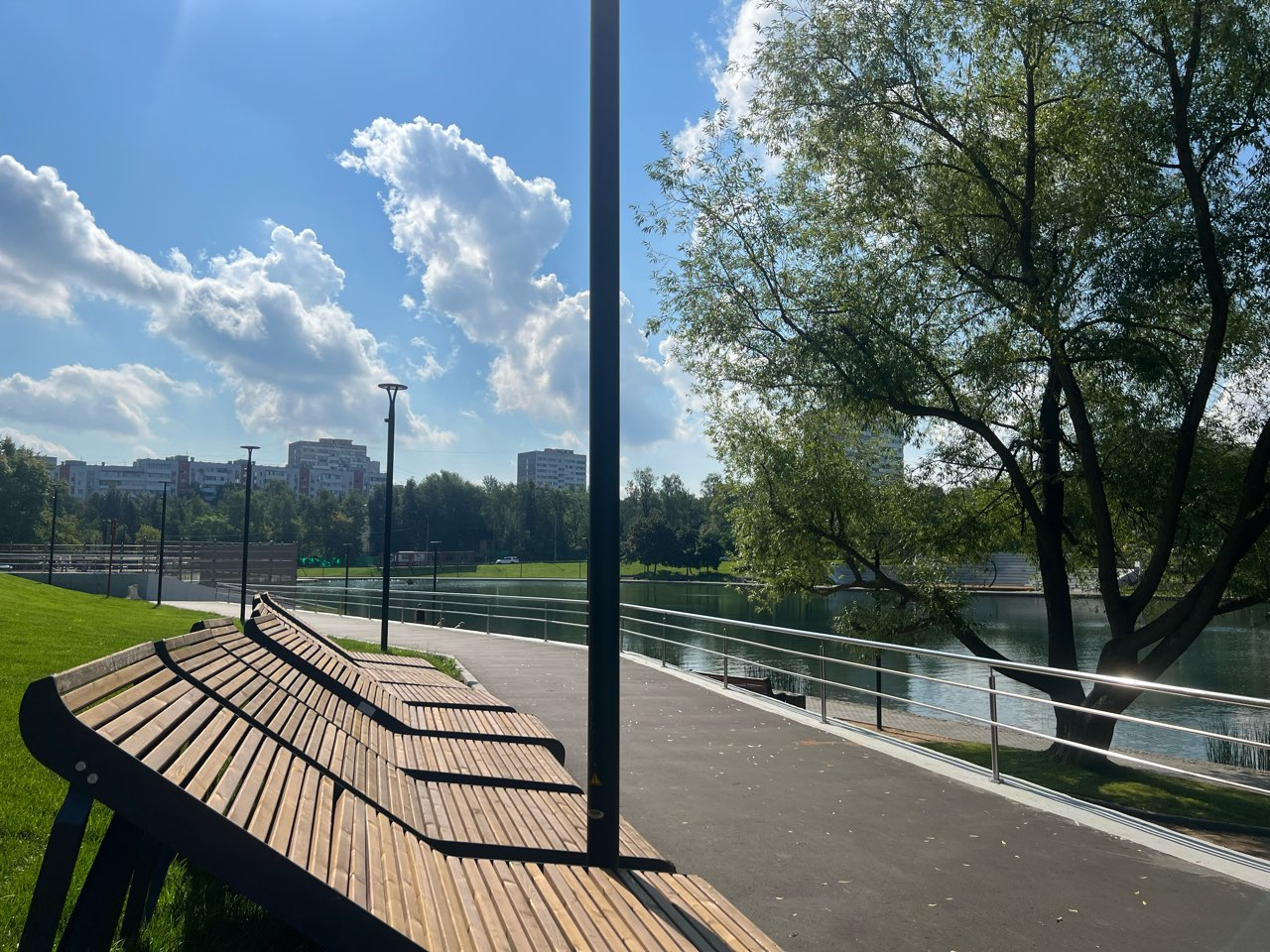
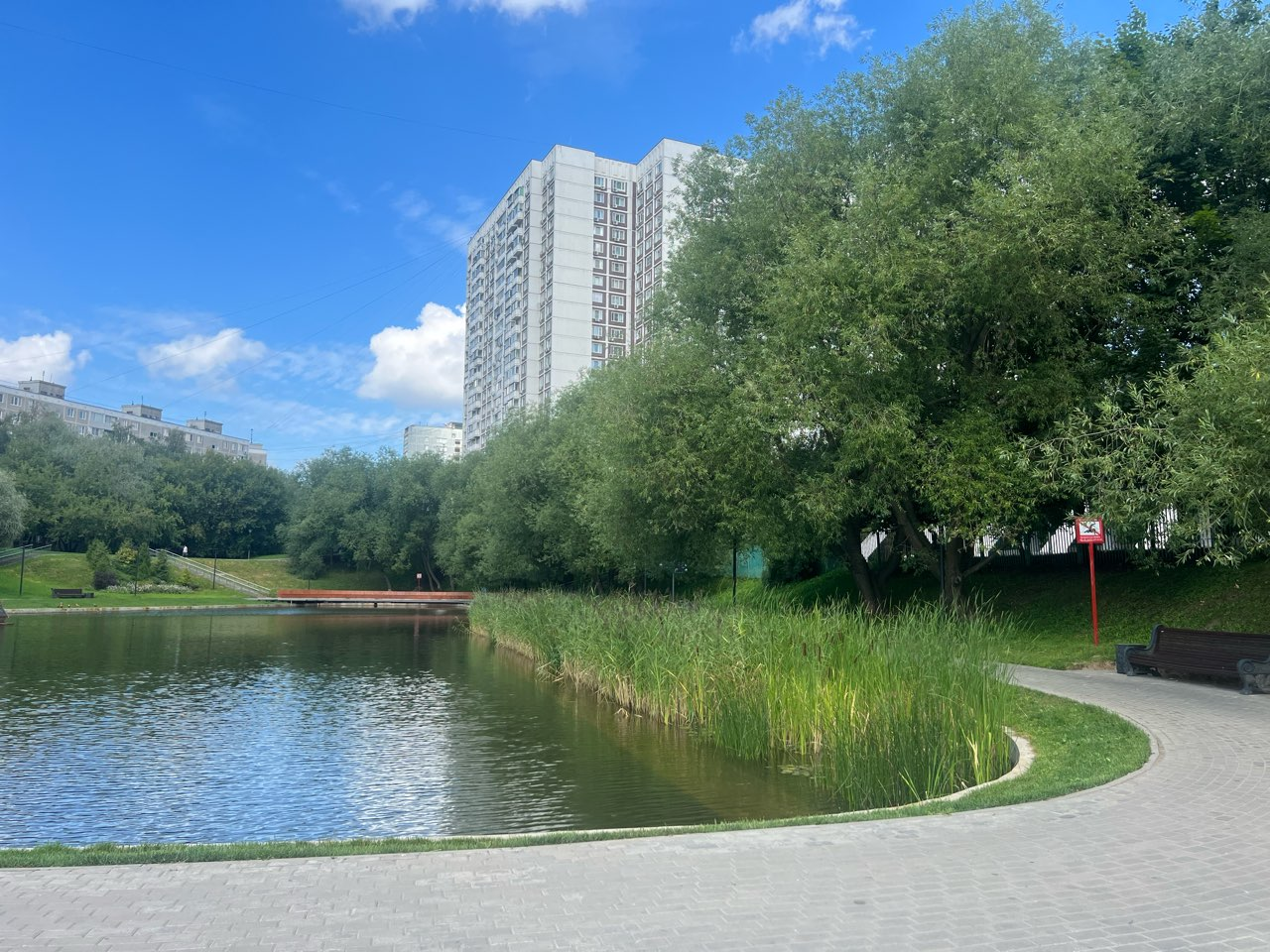
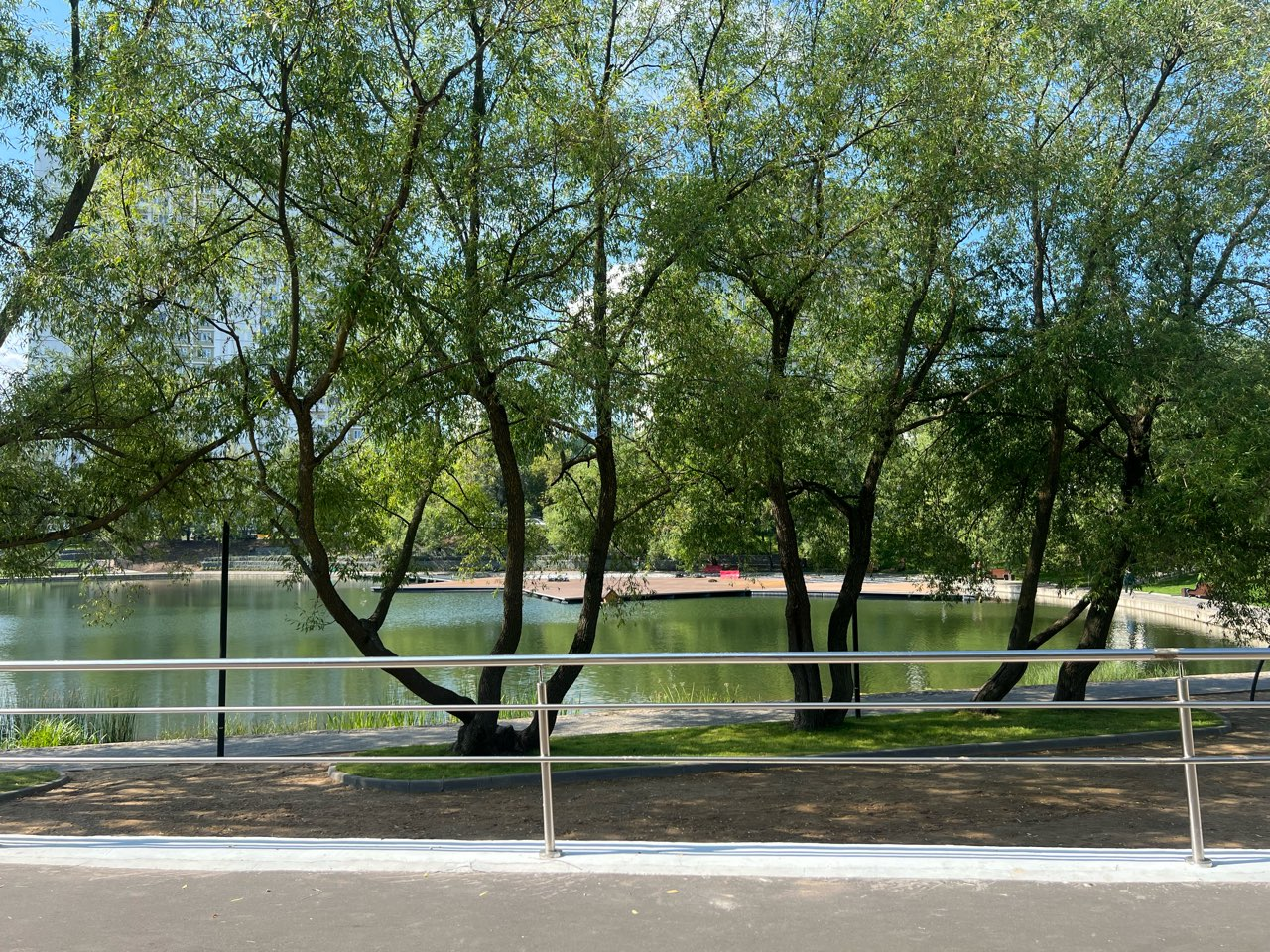
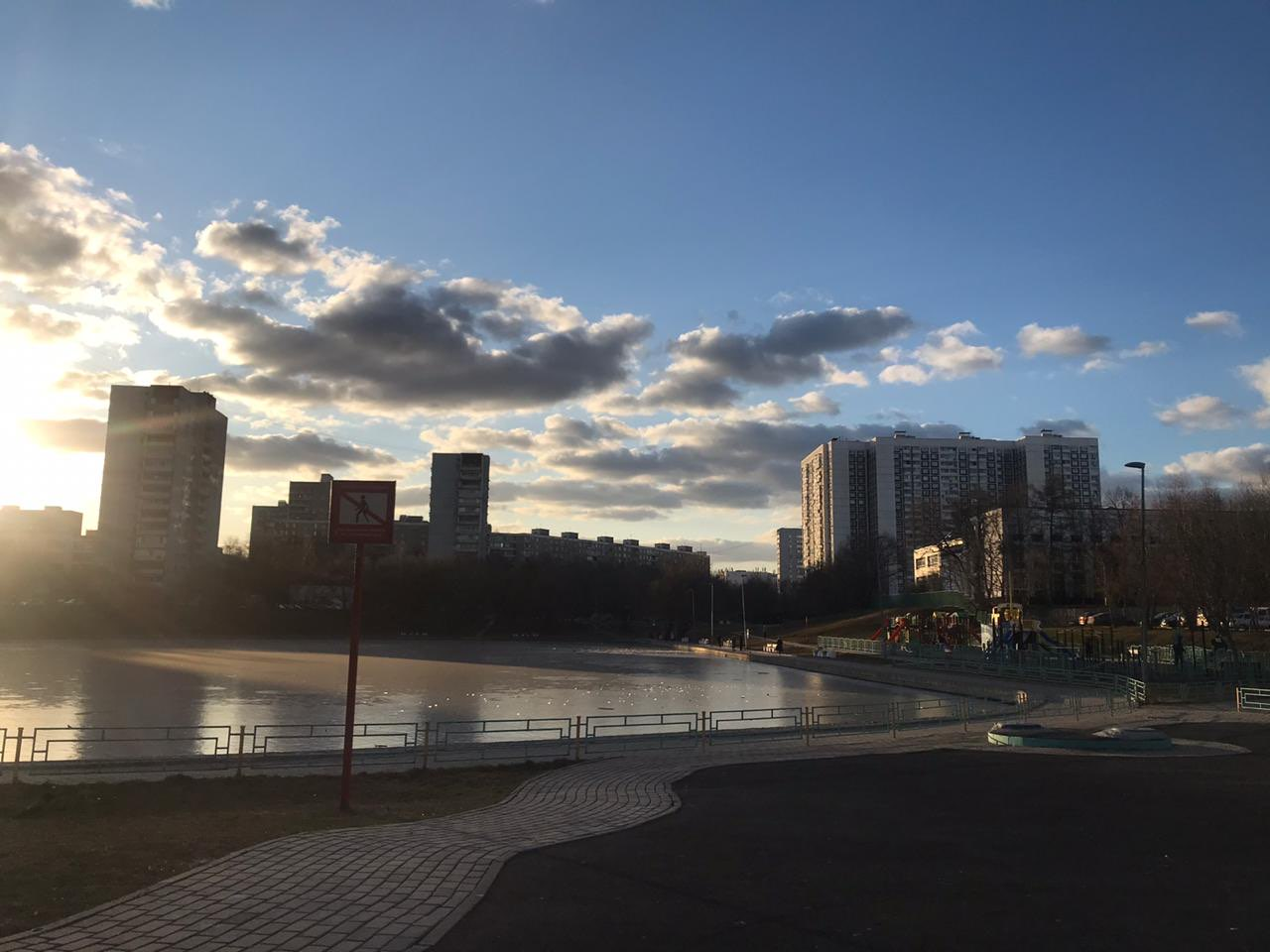
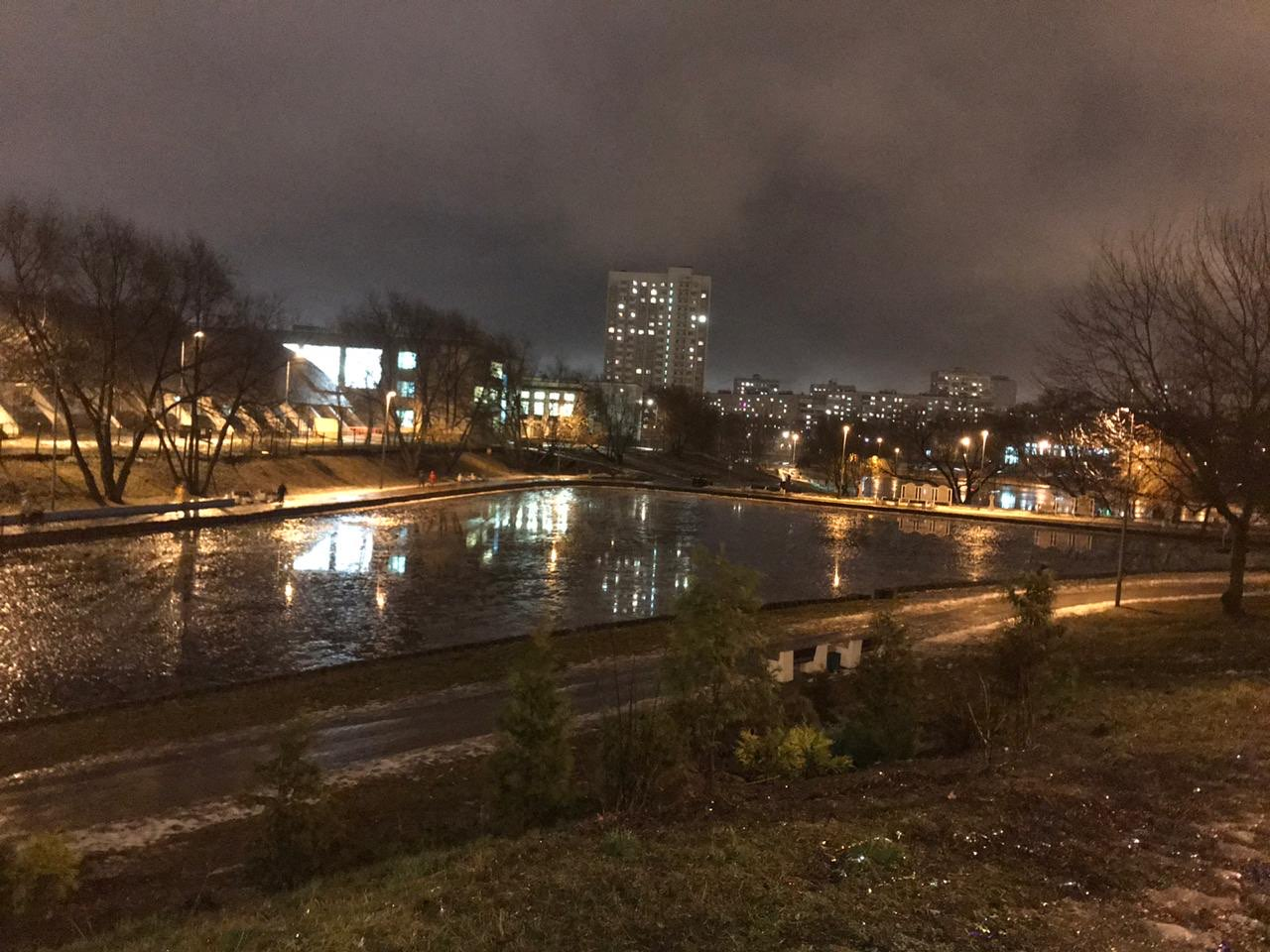
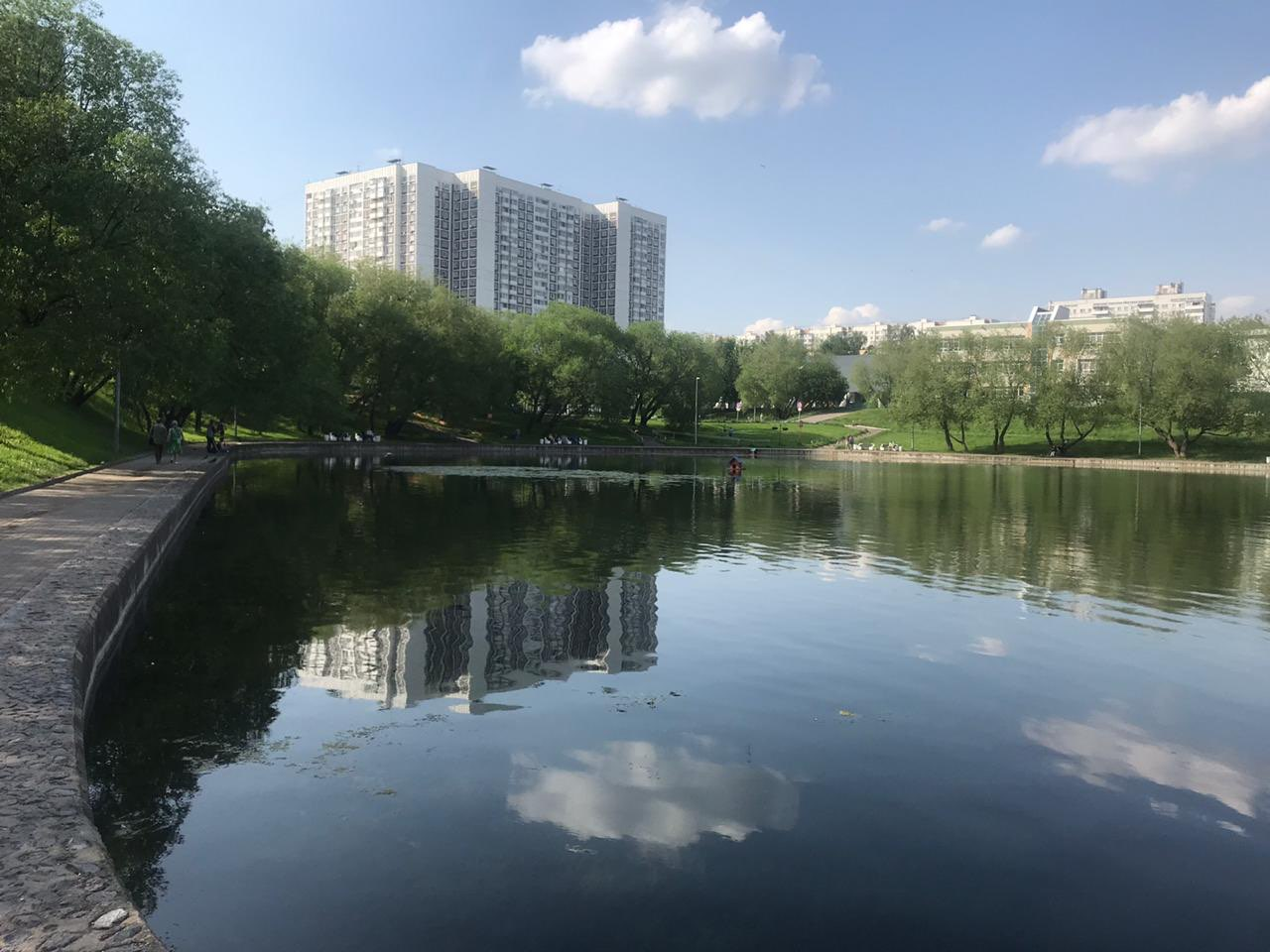
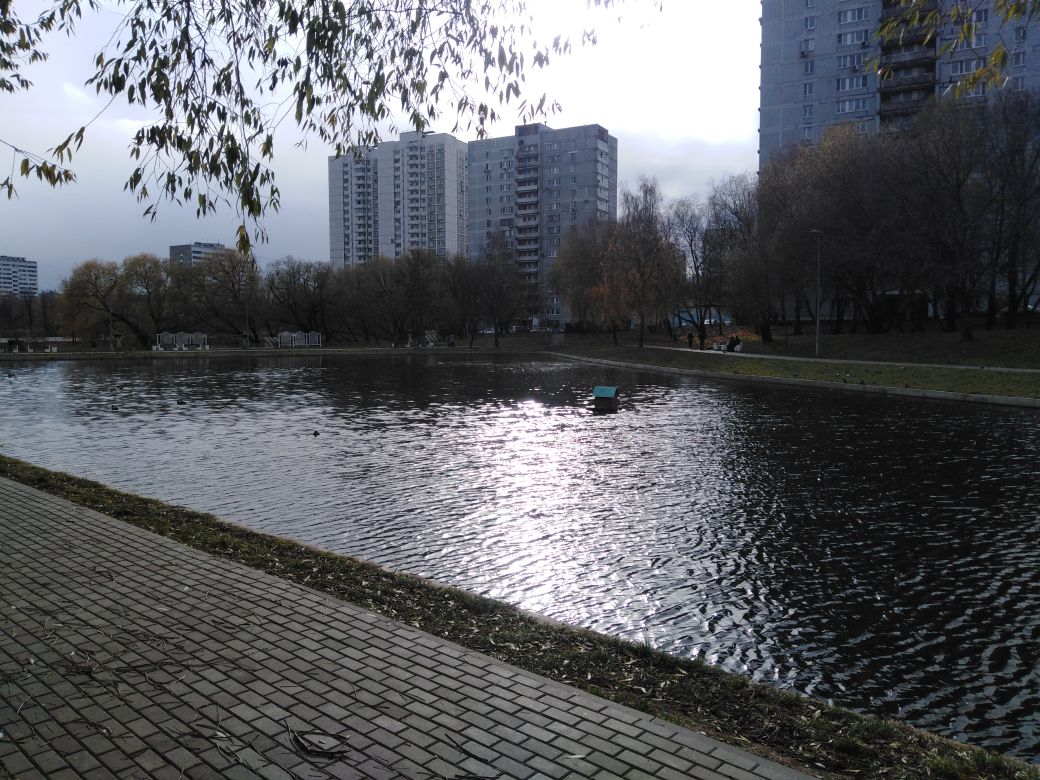
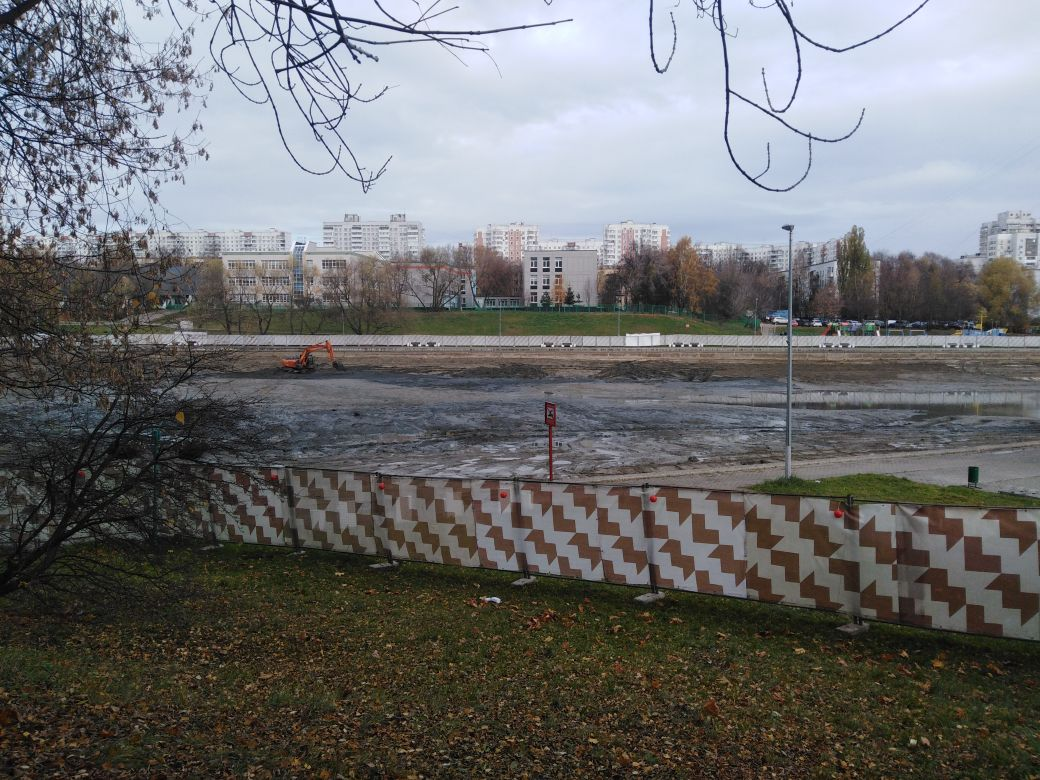
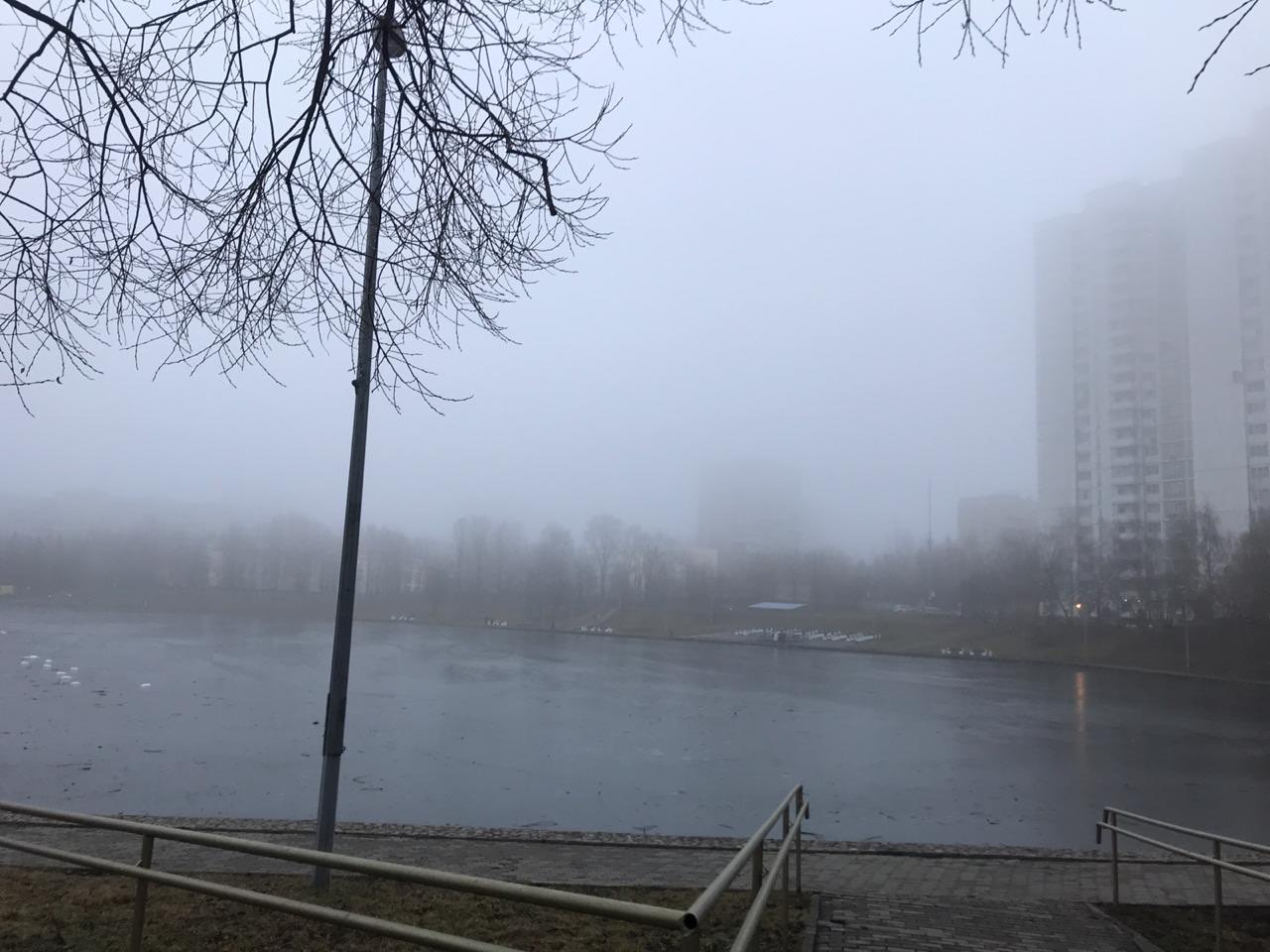